# Róise i Frank
Róise i Frank (títol original, Róise & Frank) és una pel·lícula de comèdia dramàtica irlandesa del 2022 dirigida i escrita per Rachael Moriarty i Peter Murphy, i protagonitzada per Bríd Ní Neachtain. La pel·lícula està ambientada a An Rinn, una ciutat del comtat de Waterford. S'ha doblat i subtitulat al català.